# هالوك أشعث الأزهار
الهالوك أشعث الأزهار (باللاتينية: Orobanche hirtiflora) نوع نباتي زهري طفيلي يتبع جنس الهالوك من الفصيلة الهالوكية أو (باللاتينية: Orobanchaceae) من رتبة الشفويات. الاسم العلمي (باللاتينية: Orobanche) باليونانية يعني خانق الفصيلة الفراشية.

## البيئة والانتشار
ينتشر هذا النوع في بلاد الشام وأرمينيا.